# Dessinez, c'est gagné !
Dessinez, c'est gagné ! est un jeu télévisé d'origine américaine, diffusé à partir du 26 juin 1989 sur Antenne 2 puis France 2, adapté du format Win, Lose or Draw (en) par Frédéric Lepage, avec Jerome Morris (Disney) et produite par XL Productions et Buena Vista Productions et présenté par Patrice Laffont.

## Historique
Dessinez, c'est gagné ! est un jeu télévisé adapté du concept américain Win, Lose or Draw (en), créé par Burt Reynolds et Bert Convy pour Buena Vista television, et diffusé du 7 septembre 1987 au 1er septembre 1989 sur NBC.
L'émission a été adaptée au Canada francophone sous le titre Fais-moi un dessin et diffusée du 23 mai 1988 à septembre 1991 sur le réseau TVA.

## Principe
Le principe de l'émission est similaire à celui du jeu de société Pictionary.
Deux équipes (les hommes contre les femmes), chacune se composant de deux personnalités et d'une personne du public.
Il s'agissait de faire deviner des mots à ceux de son équipe en les dessinant, sans pouvoir ni mimer ni parler.

## Diffusion à la télévision
Diffusé tout l'été 1989 sur Antenne 2 avant le journal de 20 heures, le jeu sera ensuite dès septembre 1989 diffusé à 12h00 avant Les Mariés de l'A2. L'émission reviendra ensuite pendant les vacances scolaires en 1993.

## Jeu de société
Le jeu télévisé a été décliné en jeu de société, édité par MB en 1988.